# Geir Bjørklund
Geir Bjørklund (født 20. april 1969 i Mo i Rana, Norge) er en norsk medicinsk skribent, journalist og redaktør. Han er medlem af World Association of Medical Editors.
Bjørklund er bedst kendt som en aktiv fortaler for biologisk medicin og kviksølv-fri tandpleje. Mange af hans medicinske artikler om sundhedsmæssige konsekvenser af dentalt amalgam har været omtalt i norske aviser. Geir Bjørklund er også kendt som grundlægger og tidligere chefredaktør af tidsskrifterne Tenner & Helse (organ for Forbundet Tenner og Helse), og Nordisk Tidsskrift for Biologisk Medisin (Nordic Journal of Biological Medicine). Han har også haft konsulentopgaver for Statens helsetilsyn (Helsetilsynet) .